# Radni kamp
Radni kamp je međunarodno volontiranje, gdje skupine volontera iz različitih zemalja rade i žive zajedno kao tim na kratkoročnoj osnovi i iz neprofitne svrhe, obično jedan do tri tjedna. Radni kampovi se smatraju jednom od najvažnijih vrsta međunarodnih volonterskih programa. Prvi put su predstavljeni 1920. godine kao način okupljanja ljudi radi povećanja međunarodnog razumijevanja i pomirenja. 

## Koncept
Volontiranje u radnom kampu obično uključuje timove od 10-16 mladih ljudi iz više zemalja koji žive i rade zajedno dok izvršavaju neki projekt. Obično su glavni sudionici mladi ljudi od 18 godina i stariji, ali neke organizacije imaju i kampove za tinejdžere od 15 godina ili posebno za starije ljude. Radni kampovi obično ne zahtijevaju nikakve posebne vještine ili kvalifikacije za sudjelovanje volontera.
Međunarodni volonteri trebali bi svojim radom podržavati lokalne zajednice. Postoje različite vrste poslova, ovisno o zadatku koji treba obaviti, npr. arheologija, restauracija spomenika, zaštita okoliša, rad u zajednici. Iako je sam rad važan dio koncepta, oni također obično jačaju međukulturalno razumijevanje, demokratsku svijest, povećavaju neovisnost i samopouzdanje sudionika te povećavaju razumijevanje povijesti i politike, pri čemu većina organizacija nudi radne kampove usredotočene na aspekt međukulturalng razumijevanja. Radni kampovi trebali bi smanjiti sukobe i predrasude između ljudi iz različitih nacionalnih i socijalnih sredina.
Cijene osciliraju ovisno o organizatoru, državi domaćinu i duljini boravka. Sudionici obično moraju platiti putne karte, dok će organizacija koja ih prima smještaj platiti smještaj i hranu.

## Povijest
Od 20. studenog 1920. do 21. travnja 1921. godine, u Sjevernoj Francuskoj održao se prvi radni kamp Međunarodne državne službe kako bi se rekonstruiralo selo Esnes-en-Argonne, oštećeno u bitki kod Verduna u Prvom svjetskom ratu. Iza ove inicijative stajao je švicarski pacifist Pierre Cérésole, koji je na tu ideju došao na međunarodnoj mirovnoj konferenciji Međunarodne stipendije pomirenja u Bilthovenu 1920. godine. Ovaj oblik volontiranja vidio je kao način za prevladavanje nacionalizma i militarizma. Engleski kveker Hubert Parris, koji je imao iskustva u organiziranju pomoći, podržao je Cérésole u pripremi projekta.
Sredinom studenog 1920. Cérésole i Parris započeli su izgradnju skloništa za dobrovoljce koji će stići u prosincu, među njima i nekoliko njemačkih dragovoljaca koji su bili vojnici tijekom I. svjetskog rata. Tijekom zimskih mjeseci dobrovoljci su izgradili nekoliko koliba za selo. Već u siječnju pogoršali su se uvjeti rada, a rad volontera postao je zahtjevniji. Francuska vlada smanjila je sredstva za građevinski materijal i u ožujku je župan Meuse zabranio gradonačelniku Esnesa da rad dodjeljuje volonterima. Nakon toga, volonteri su nastavili pomagati poljoprivrednicima u selu i susjednom selu, iznoseći novi projekt obnove poljoprivrede. Na kraju su lokalne vlasti zatražile da njemački dobrovoljci moraju napustiti to područje. Tim je završio svoj rad u travnju 1921. godine i napustio Esnes-en-Argonne.
Radni kampovi od 1920-ih nadalje postali su način odgovora na globalne i lokalne humanitarne i krizne situacije. Najveći projekt dogodio se, ponovno u organizaciji Cérésolea i Međunarodne državne službe, 1928. godine u Lihtenštajnu, gdje je 720 dobrovoljaca iz preko 20 zemalja pomoglo u obnovi zemlje nakon poplave. Iskustvo u Lihtenštajnu i entuzijazam volontera postali su uzor budućim radnim kampovima, koji su se od 1930. nadalje provodili u Francuskoj, Velikoj Britaniji i drugim zemljama.
Do pedesetih godina prošlog stoljeća koncept radnih kampova uglavnom se širio unutar Europe i mnogi su projekti bili usmjereni na obnovu kontinenta nakon Drugog svjetskog rata. Međunarodna državna služba pokrenla je podružnice u nekoliko zemalja, ali i organizacije poput Kršćanskog pokreta za mir (CMP) počele su usvajati koncept radnih kampova, na primjer za poslijeratno pomirenje između francuskih i njemačkih kršćana. Od 1950-ih, radni kampovi se sve više organiziraju i u Aziji, Africi i Latinskoj Americi, s porastom projekata, posebno od 1990-ih. 
Godine 1948. organizacije iz zapadne i istočne Europe, kao i SAD, pokrenule su Koordinacijski odbor za međunarodne radne kampove (CoCo), od 1965. Koordinacijski odbor za međunarodnu dobrovoljnu službu (CCIVS), na konferenciji radnih kampova organiziranoj u sjedištu UNESCO-a u Parizu. Od tada se organizacija fokusira na stvaranje čvršće mreže između organizacija članica i na jaču zastupljenost u međunarodnim institucijama.